# Evie Gallagher
Pour les articles homonymes, voir Gallagher.

a Compétitions nationales et continentales officielles uniquement.

b Matchs officiels uniquement.
Dernière mise à jour le 31 mai 2025.
Evie Gallagher, née le 22 août 2000 à Stirling (Écosse), est une joueuse internationale écossaise de rugby à XV et internationale de rugby à sept évoluant aux postes de troisième ligne centre et de troisième ligne aile. Elle joue en Angleterre, aux Bristol Bears.

## Biographie
Evie Gallagher naît le 22 août 2000 à Stirling en Écosse. Elle découvre le rugby lors d'un camps d'été organisé par l'école de rugby de Stirling, où elle jouera dans toutes les catégories d'âge. Très rapide, elle joue à l'aile et au centre, et c'est seulement en moins de 18 ans qu'elle est replacée en troisième ligne. Elle joue avec l'équipe nationale de rugby à sept dès l'âge de 17 ans. Elle fait ses débuts internationaux à XV avec l'équipe d'Écosse à vingt ans, lors du Tournoi des Six Nations 2021 contre l'Italie.
Elle compte treize sélections en équipe d'Écosse quand elle est retenue en septembre 2022 pour disputer la Coupe du monde en Nouvelle-Zélande. Blessée au tout dernier moment, elle rate la compétition.
Après la faillite des Worcester Warriors (en), elle signe aux Bristol Bears en compagnie de sa coéquipière et compatriote Lana Skeldon. En fin de saison, elle est nommée joueuse de l'année par son entraineur, Dave Ward (en).
À l'automne 2023, elle remporte avec l'équipe d'Écosse la première édition du WXV 2, organisée en Afrique du Sud.

## Palmarès
- Vainqueur de la Coupe d'Écosse des moins de 18 ans en 2017 et 2018.